# جوليان إيلي
جوليان إيلي (بالرومانية: Iulian "Giulian" George Ilie)‏ هو ملاكم محترف روماني. حقق بطولة الاتحاد الدولي للملاكمة. خاض 30 نزالا فاز في 21 منها.

## المسيرة الاحترافية
من نزالاته:
- خسر أمام راخيم تشاخكيييف بالضربة القاضية (05-10-2013).
- خسر أمام داويد كوستيكي (24-04-2010).
- خسر أمام نوري سفري (07-07-2012).

## روابط خارجية
- جوليان إيلي على موقع بوكس ريك (الإنجليزية) (registration required)